# AM Conspiracy
AM Conspiracy — американская рок-группа, образованная в Орландо, штат Флорида, в 2005 году. Коллектив состоял из вокалиста Джейсона «Гонга» Джонса, который ранее был членом группы Drowning Pool, Дина Эндрюса (ударные), Кенни Харрельсона (бас-гитара), Дрю Берка (гитара) и Роба де Хэйвена (гитара). За время своего существования записала EP и один студийный альбом и планировала записать второй, но в 2011 году взяла перерыв на неопределённый срок.

## История
Группа возникла после встречи Дина Эндрюса, Кенни Харрельсона и Джейсона Джонса, бывшего фронтмена Drowning Pool. Джонс хотел создавать свою собственную музыку, а не следовать примеру других. С присоединением Дрю Берка и возвращением Роба де Хэйвена группа, наконец, оказалась полностью сформированной. В начале 2007 года группа подписала контракт с Corporate Punishment Records (англ. Corporate Punishment Records) и начала работу над своим первым релизом. Вскоре после подписания контракта группа рассталась с лейблом и выпустил четыре песни. Два трека были представлены в регулярную ротацию на Squizz XM радио, а также различные FM-станций по всей территории США. В начале 2010 года AM Conspiracy записали одноименный альбом в Belle City Sound студии звукозаписи в городе Расин, штат Висконсин с продюсером Chris Djuricic.

## Участники
- Джейсон Джонс (Jason «Gong» Jones) — вокал
- Дин Эндрюс (Dean Andrews) — ударные
- Кенни Харрельсон (Kenny Harrelson) — бас-гитара
- Дрю Берк (Drew Burke) — гитара
- Роб де Хэйвен (Rob DeHaven) — гитара.

## Дискография

### Альбомы
- Out of the Shallow End (англ. Out of the Shallow End) EP (2007)
- AM Conspiracy (2010)

### Синглы
- «Far» (2007)
- «Welt» (2009)
- «Pictures» (2010)